# Sally Can't Dance
Sally Can't Dance är ett album av den amerikanska rockmusikern Lou Reed, utgivet 1974.
Albumet nådde en tiondeplats på Billboards albumlista, vilket gör det till Reeds största listframgång. Reed sjöng på albumet men spelade endast gitarr på ett av spåren, och då akustisk gitarr. Han tog också en ganska passiv roll i produktionen av albumet. Att det ändå sålde så bra fick honom att fälla kommentaren "It seems like the less I'm involved with a record, the bigger a hit it becomes. If I weren't on the record at all next time around, it might go to Number One."
"Kill Your Sons", baserad på Reeds erfarenheter från mentalsjukhus under tonåren, ses ofta som en av de mest minnesvärda låtarna på albumet. På "Billy" spelar den tidigare The Velvet Underground-medlemmen Doug Yule bas.

## Låtlista
1. "Ride Sally Ride" - 4:07
2. "Animal Language" - 3:05
3. "Baby Face" - 5:05
4. "N.Y. Stars" - 4:00
5. "Kill Your Sons" - 3:40
6. "Ennui" - 3:43
7. "Sally Can't Dance" - 4:12
8. "Billy" - 5:06

## Listplaceringar
| Lista (1973)  | Position           |
| ------------- | ------------------ |
| Danmark       | 5 (DR "Top 20")    |
| Kanada        | 22 (RPM)           |
| Nederländerna | 15                 |
| Sverige       | 3 (Kvällstoppen)   |
| USA           | 10 (Billboard 200) |